# Полотно судьбы (книга)
«Полотно судьбы» — заключительная часть книжной серии «Хроники Этории». Автором фэнтези-цикла, включающего в себя пять томов, является российский писатель-фантаст Михаил Костин, лауреат премии Серебряная стрела.

## Публикация
Роман был издан 01 октября 2016 года проектом «Книма».

Иллюстрации к книге нарисовал профессиональный художник Макс Олин.

Автор обложки — художница Ольга Закис.

## Рецензия в журнале «Мир фантастики»
По оценке журнала «Мир фантастики» роман получил характеристику «достойно» и 7 из 10 баллов.
К сильным сторонам романа отнесены: масштабность, красочные локации и разнообразие мира. К слабым — недостаточно яркие герои, скомканный финал.
Итог: весьма эффектная юношеская фэнтези-эпопея «под Мартина», пускай и не лишенная недостатков.

## Аннотация
Древнее пророчество сбылось. Восставший из праха Господин Древность сметает всё на своём пути. Его дикая армия победоносным маршем несёт разрушения по всей Этории. В мире царит хаос. Древние волшебные города, создания из забытых легенд, таинственная магия, обычные люди — всё перемешалось. Свет и тьма ведут ожесточенную борьбу за выживание... Но действительно ли за светом идёт добро, а тьма окутана вековым злом?
Дарольд, его близкие и друзья, все кто был наделён магией, пытаются разобраться в причинах настоящих и грядущих событий. Все они находятся под влиянием высших сил, кому-то из них откроется истина, а кому-то уготован печальный финал. Судьба Этории свершится.

## Сюжетные линии
В отличие от предыдущих частей, где автор то разделял героев, то собирал вместе, создавая тем самым параллельные ветви повествования, в последней части описываются заключительные истории для участников эпопеи. 
Следующие герои имеют свой отдельный финал:
| Персонаж                | Описание                                                                                             | Первое упоминание |
| ----------------------- | --- | ----------------- |
| Сир Лиор Бургуньонский  | По прозвищу Царственный Лис. Одни из племянников короля Нордении.                                    | Тени прошлого     |
| Орис Лександро де Жафин | Самый богатый торговец в Азоре, член Шафрановой купеческой гильдии и попечитель совета добродетелей. | Тени прошлого     |
| Эвено                   | Служитель Отвергнутого хранителя Ша Мира, великого Господина древности.                              | Ложные истины     |
| A-ти-фрай-муртер-итэя   | Волшебница, правительницы аалов.                                                                     | Тени прошлого     |
| Эйв Ллойд               | Брат Дарольда.                                                                                       | Тени прошлого     |
| Орнаво                  | Генерал на службе у Северной Империи.                                                                | Время умирать     |
| Эйо                     | Соратник Дарольда.                                                                                   | Время умирать     |
| Атов                    | Брат Ордена духов и почитатель великих истин.                                                        | Ложные истины     |
| Минар Эмиль             | Соратник Дарольда, предводитель дааров.                                                              | Тени прошлого     |
| Жимор                   | Дух-хранитель из Великого Леса.                                                                      | Ложные истины     |
| Сир Джам Огарский       | Соратник Дарольда. Член Высшего Городского Совета Рам Дира.                                          | Тени прошлого     |
| Элсон Риан              | Соратник Дарольда.                                                                                   | Тени прошлого     |
| Аги Ллойд               | Сестра Дарольда.                                                                                     | Тени прошлого     |

В самом финале сойдутся Дарольд Ллойд, Роб Ард, Арк Аклендо, Рик Ллойд, Овир, он же Господин Древность, Валис Валер Вар Ло и Сфера создания.

## Основные персонажи
- Дарольд Ллойд  — главный герой, родом из Виллона. Обладает магическим даром дальновиденья.
- Роб Ард — друг Дарольда. Обладает магическим даром исцеления.
- Арк Аклендо — друг Дарольда. Обладает магическим даром исцеления.
- Айк Андерс — друг Дарольда. Обладает магическим даром подчинения стихий.
- Аги Ллойд— сестра Дарольда. Обладает магическим даром исцеления и подчинения троллеров.
- Рик Ллойд — брат Дарольда. Великий Повелитель Севера. Обладает магическим даром разрушения, усиленным древним духом.
- Ули Ллойд— сестра Дарольда. Безжалостная воительница. Обладает магическим даром исцеления.
- Эйо — соратник Дарольда. Воин, бывший руководитель стражи сира Рона.
- Джам Огарский — соратник Дарольда. Член Высшего Городского Совета Рам Дира.
- Элсон Риан — соратник Дарольда. Дорс, член древнего секретного сообщества, которое борется с Духами и Хранителями.
- Минар Эмиль — соратник Дарольда. Дорс, предводитель дааров. Обладает магическим даром.
- Валис Валер Вар Ло — советчик Дарольда. Древний маг. Воин-стражник Сферы Создания.
- Овир — древний маг. Служитель Сферы Создания. В пророчествах и легендах получил имя Господин Древность.

- A-ти-фрай-муртер-итэя— волшебница, правительницы аалов. Килшари четвертого Шиари клана Лор-Элиаса.
- Ожье — оруженосец сира Джама Огарского.
- Брат Кратир — торгаш, выдающий себя за брата Ордена Духов.
- Орнаво — генерал на службе у Великой Северной Империи. Возглавил поход против Рам Дира.
- Жимор — дух-хранитель из Великого Леса.
- Эйв Ллойда — брат Дарольда, попавший под влияние аалов.
- Наложница Рика Ллойда —  скин, в прошлом жительница столицы Северной империи. Из богатой семьи.
- Урис Фрумаск Третий  — правитель Северной империи, Приграничных земель, владыка руин Магниссии и Лорандии.
- Сир Адим — первый помощника Минара.
- Верховный Связной — даар.
- Сир Лиор Бургуньонский — одни из племянников короля Нордении. Заслужил прозвище Царственный Лис.
- Санни — часовой в лагере Царственного Лиса.
- Орис Лександро де Жафин — самый богатый торговец в Азоре, член Шафрановой купеческой гильдии и попечитель совета добродетелей.
- Ирад — купец в Лима Оз.
- Таорунг — бывший советник Айка Северянина и Ятэпа Мираеда.
- Тэп — капитан наемников.
- Мышастый — шпион Ориса.
- Хелек — помощник Ориса.
- Тертейн — барон на службе у императора Северной империи.
- Марко Эмелиано — капитан-наемник, соратник Айка Андерса.
- Арчи — стражник в императорском дворце Уранивала.
- Эвено — колдун, теневой правитель Северной империи. Бывший хозяин башни в Лесу Потерянных Душ.
- Кратг — барон в Бекре.
- Сир Друзо — один из членов Высшего Городского Совета Рам Дира.
- Сир Гардар — один из членов Высшего Городского Совета Рам Дира.
- Сир Верьен — один из членов Высшего Городского Совета Рам Дира.
- Атов — брат Ордена Духов.
- Ипар Манур — советник тайной канцелярии императора Янтарной Империи.
- Алый Лев — предводитель многочисленной банды в окраинах Рам Дира.
- Овад — командир городских ополченцев.
- Миран — один из вождей нордов.
- Рап — один из вождей нордов
- Рауф — горшечник, один из членов Высшего Городского Совета Рам Дира.
- Дова — старшина ополченцев, один из членов Высшего Городского Совета Рам Дира.
- Рамсин — купец, один из членов Высшего Городского Совета Рам Дира.
- Вариц — генерал Янтарной Империи.
- Ахтан — вождь нордов из племени заматов.
- Лоботряс — разбойник.

## Значимые места

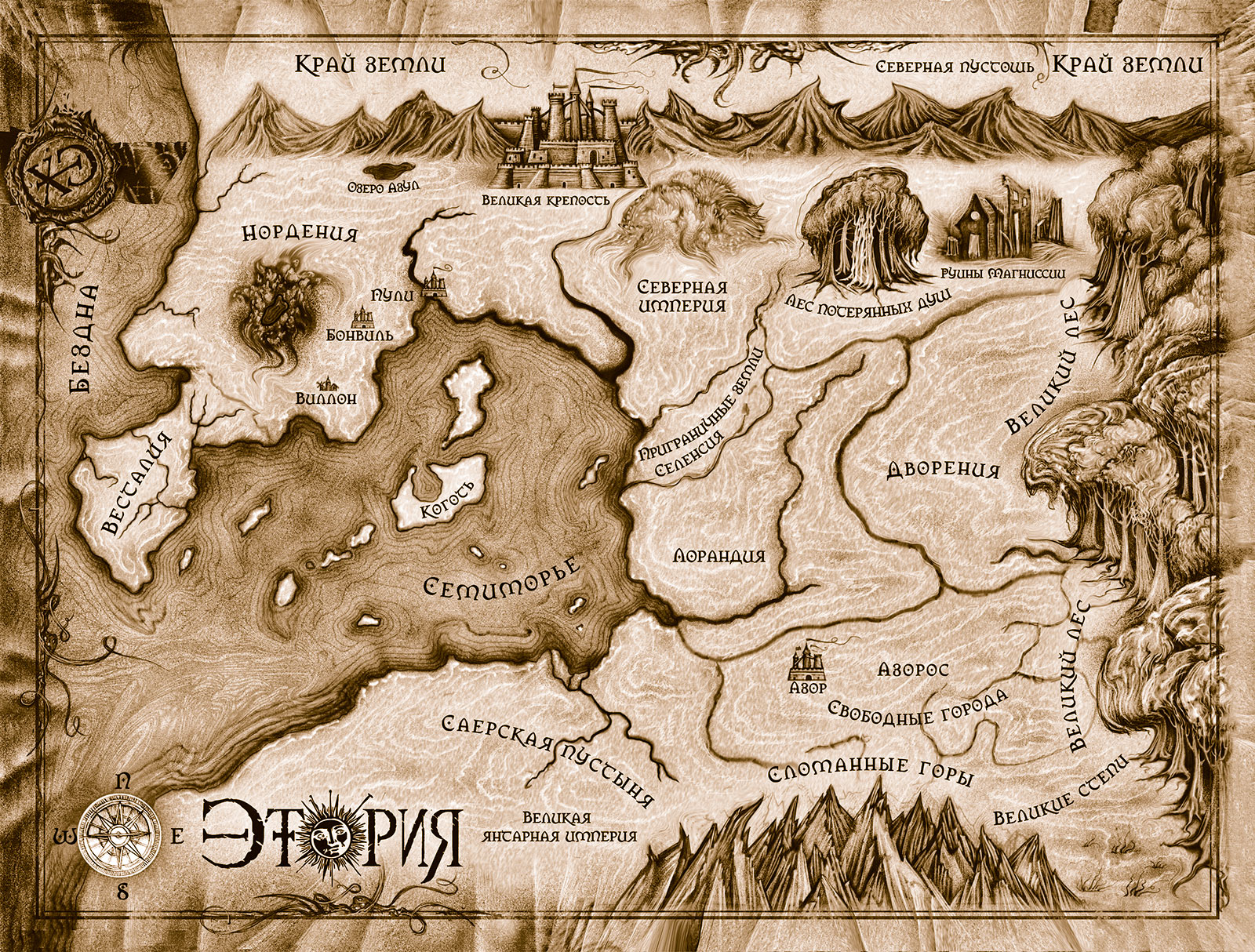
Карта Этории

- Великий лес — лес на востоке Этории, обитель аалов.
  - Аркер-сом-Грой — город аалов, расположенный в глубине Великого Леса.
- Рам Дир – город-крепость под охраной древней магии.
- Северная империя — государство в северной части Этории, граничит с Норденией, развалинами Магниссии и Лорандией.
  - Уранивал — столица Северной империи.
    - Ортан — порт, соединяющий Северную империю с Янтарной.

  - Дирон — большой город, перевалочный пункт для торговцев, направлявшихся из Нордении и Весталии в столицу Северной империи.
  - Бекр — портовый город в Северной империи, расположенный недалеко от границы с Норденией.
- Азарос — Государство на юго-востоке Этории, граничит с Дворенией, Лорандией, Янтарной империей и Свободными городами. 
  - Азор — один из главных городов в Азоросе.
- Лима Оз — один из Свободных городов, находится между Азоросом и дикими степями. Очень богатый торговый центр.
- Саерская пустыня — обширная территория песков, обрамляющая значительную часть южных границ Этории.
- Янтарная империя — крупнейшее государство в Этории.
  - Труалисар — столица Янтарной империи. 
    - «Черный бык» — постоялый двор.
- Северная пустошь — суровые, дикие земли, простирающиеся к северу от Края земли, населённые племенами нордов.
- Нордения — самое северное государство Этории.
  - Виллон — разорённый, опустевший городок. Родной город Дарольда и его друзей.
- Лорандия — государство на восточном побережье Семи морей.

## Обитатели
- Аалы — древний народ, заселивший мир после падения Ша Мира (империи хранителей).
- Даары — народ с лиловой кожей, когда-то были аалами.
- Троллеры — помесь волка и человека. В древние времена они сражались на стороне Господина Древности.
- Норды — дикари, живущие за Первым барьером. К ним относятся племена: сорхор, рукари, морки, туркори, заматы, рокиты, дукас, ламохон, вилкос, хмори, фуркарс.
- Орден духов - религиозная секта, члены которой верят в то, что духи не только существуют, но и управляют всем в мире живых.
- Духи — хранители, которые, согласно легенде, остались во внешнем мире и связали свои души с водами озёр и прудов Этории, тем самым избежав смерти.
- Рускас— мудрецы, лекари и волшебники, а также слуги Великого Изора в Северной пустоши.

## Особенности
- Паутина Судьбы — всеобщая связь. Включает события прошлого, будущего и настоящего.
- Сфера Создания — магический артефакт.
- Порталы — сооружения из особых камней, испещрённые угловатыми рисунками. С их помощью возможно перемещаться между двумя связанными точками.
- Кристалл-лампиер — магический камень, снабжающий заклинания энергией.

## Оружие
- Диск из металла — оружие дааров, заточенный по краям диск из полированной стали, работает по принципу бумеранга.

## События
Битва Кровавого Потока — сражение армии Северной империи и орды.
Битва началась утром, а к этому времени покрасневшее, точно напившееся крови, солнце висело низко над горизонтом, и из леса наползал вечерний туман. Крови за этот длинный день было пролито столько, что ее ручьи стекали в ближайшую речушку. Воды ее стали багровыми до устья, до самого впадения в Баунд. Прежнее имя тут же забылось, зато новое, Кровавый Поток, прилипло намертво..

## Интересные факты
- Данная книга, несмотря на описанный финал, может оказаться не окончательной, т.к. вероятно появиться ещё один роман, действие которого будет происходить спустя некоторое время после событий «Полотна судьбы»[6].
- В «МирФ» в качестве похожих произведений отметили цикл «Море Осколков» Джо Аберкромби и цикл «Песнь льда и пламени» Джорджа Мартина[6].